# Stare Wykno
Stare Wykno – wieś sołecka w Polsce położona w województwie podlaskim, w powiecie wysokomazowieckim, w gminie Kulesze Kościelne.
W latach 1975–1998 miejscowość administracyjnie należała do województwa łomżyńskiego.

## Historia
Wieś założona zapewne w XV w. przez Kuleszów herbu Ślepowron.
W roku 1528 na popis szlachty litewskiej stawili się: Piotr Janowicz, Szczęsny Piotrowicz, wdowa Maciejowa Borowa, Wojciech, Jakób, Stanisław i Jan Szczepanowicze, Jakób stary, Stanisław i Mateusz Janowicze Dobkowicze, Ławryn i Bartosz Dobkowicze, Wojciech i Piotr Mikołajewicze, Marcinowa Mikołajewiczowa wdowa, Augustyn Staniewicz i Jan Stankiewicz, dziedzice wsi Kulesze Wykno.
Spis podatkowy z 1580 wymienia Jana Zagrobika Kuliesze, właściciela Kuliesse Wykno Antiqua, gospodarującego na 10 włókach.
Wykno Stare i Wykno Nowe wchodziły w skład tzw. okolicy szlacheckiej Kulesze.
W roku 1827 wieś liczyła 33 domy i 159 mieszkańców.
Pod koniec XIX w. Słownik geograficzny Królestwa Polskiego i innych krajów słowiańskich informuje, że miejscowość znajduje się w powiecie mazowieckim, gmina Chojany, parafia Kulesze.
W 1891 r. 33. drobnoszlacheckich gospodarzy uprawiało 186 ha ziemi. Średnie gospodarstwo liczyło 5,6 ha. W roku 1921 naliczono 44 domy i 246 mieszkańców.